# East Hoathly
East Hoathly är en by i East Sussex i England. Byn är belägen 12,1 km 
från Lewes. Orten har 918 invånare (2015).